# جرانموو (اکلاهما)
جرانموو(به انگلیسی: Geronimo) شهری در ایالت اکلاهما کشور ایالات متحده آمریکا است که جمعیت آن در سرشماری سال ۲۰۱۰ میلادی، ۱٬۲۶۸ نفر بوده‌است.